# Ellen Greene
Ellen Greene (Brooklyn, Nueva York, 22 de febrero de 1951) es una actriz y cantante estadounidense. Green ha tenido una larga carrera como cantante, particularmente en cabaret, como actriz y cantante en numerosas obras de teatro, particularmente musicales, además de haber participado en un gran número de películas y series de televisión. Interpretó a Vivian Charles en la serie de la ABC Pushing Daisies.

## Vida personal
Su madre era orientadora y su padre dentista. Asistió a la escuela W. Tresper Clarke, en Westbury, Nueva York. Pasó los veranos en Cejwin Camps en Port Jevis, Nueva York, donde participó en musicales, incluyendo el papel de Tzeitel en una producción de 1966 de El violinista en el tejado. Su primer matrimonio fue con Tibor Hardik. Además tuvo una relación con Martin P. Robinson. Ha estado casada con Christian Klikovits desde el 25 de septiembre de 2003.

## Trayectoria
La carrera de Greene comenzó como cantante en clubs nocturnos como The Brothers and Sisters, Grand Finale y Reno Sweeney. Recibió alabanzas de críticos como Rex Reed, George Bell y John S. Wilson. Sobre esa época se hizo amiga de Peter Allen. Su primer papel protagonista fue en el musical Rachael Lily Rosenbloom (And Don't You Ever Forget It) en 1973, con Anita Morris.
Entonces consiguió el papel de Chrissy en la producción de Joseph Papp de In the Boom Boom Room. Las buenas críticas llamaron la atención de Paul Mazursky, y la contrató para interpretar el papel de Sarah en la película Next Stop, Greenwich Village. Continuando su trabajo con el Festival Shakespeare de Nueva York de Papp, Greene interpretó el papel de Jenny en The Three Penny Opera en el teatro Vivian Beaumont; esta interpretación le valió una nominación para los premios Tony.
Además de un gran número de producciones con el Festival Shakespeare de Nueva York, y con otras compañías, Greene formó una relación de trabajo muy íntima con el teatro WPA, donde conoció a Howard Ashman y a Alan Menken. Esto llevó, entre otras producciones, a su papel más conocido, el de Audrey en el musical Little Shop of Horrors, papel que repitó en la adaptación cinematográfica de 1986.
Greene ha trabajado extensivamente en teatro, como en el papel de Suzanne/La pequeña rosa en The Little Prince and the Aviator, así como en películas como I'm Dancing as Fast as I Can, Léon, Talk Radio, y Pump Up the Volume. Ha aparecido en las series de televisión Miami Vice, Glory! Glory!, The Adventures of Pete and Pete, Cybill, Law & Order, Suddenly Susan, The X-Files, Mystery Woman: Sing Me a Murder, Fielder’s Choice y Heroes. En 1983, Greene fue la voz de Creeping Ivy en el especial animado de TV The Magic of Herself the Elf.
Greene lanzó un álbum en 2004 titulado In His Eyes, en el que fue acompañada por su marido y director musical, Christian Klikovits.
Sus trabajos más recientes incluyen el papel de Vivian Charles en la serie de televisión Pushing Daisies y la voz de Dolly Gopher en la serie animada Out of Jimmy's Head. Greene también fue la voz de Goldie en la película Rock-a-Doodle.

## Filmografía

### Películas
| Año  | Título                               | Papel                 | Notas          |
| ---- | ------------------------------------ | --------------------- | -------------- |
| 1976 | Next Stop, Greenwich Village         | Sarah Roth            |                |
| 1978 | The Rock Rainbow                     | Jess                  |                |
| 1982 | I'm Dancing as Fast as I Can         | Karen Mulligan        |                |
| 1983 | The Special Magic of Herself the Elf | Creeping Ivy          |                |
| 1986 | Little Shop of Horrors               | Audrey                |                |
| 1988 | Superman 50th Anniversary            | Ariel Dickinson       |                |
| 1988 | Me and Him                           | Annette Uttanzi       |                |
| 1988 | Talk Radio                           | Ellen                 |                |
| 1989 | Glory! Glory!                        | Ruth                  |                |
| 1989 | Dinner at Eight                      | Kitty Packard         |                |
| 1990 | Pump Up the Volume                   | Jan Emerson           |                |
| 1991 | Rock-a-Doodle                        | Goldie                | Voz            |
| 1991 | Stepping Out                         | Maxine                |                |
| 1992 | Fathers & Sons                       | Judy                  |                |
| 1994 | The Naked Gun 33⅓: The Final Insult  | Louise                |                |
| 1994 | Wagons East!                         | Belle                 |                |
| 1994 | Léon                                 | La madre de Mathilda  |                |
| 1995 | Killer: A Journal of Murder          | Elizabeth Wyatt       |                |
| 1996 | An Occasional Hell                   | Della                 |                |
| 1996 | One Fine Day                         | Sra. Elaine Lieberman |                |
| 1997 | States of Control                    | Carol                 |                |
| 1998 | Jaded                                | Louise Smith          |                |
| 2001 | Alex in Wonder                       | Clarice Markov        |                |
| 2003 | The Cooler                           | Doris                 |                |
| 2003 | Love Object                          | Typing Supervisor     |                |
| 2005 | Mystery Woman: Sing Me a Murder      | Carly                 | Película de TV |
| 2005 | Fielder's Choice                     | Jill                  | Película de TV |
| 2006 | Re-Animated                          | Dolly Gopher          | Película de TV |
| 2010 | Privileged                           | Sra. Rothman          |                |

### Televisión
| Año     | Título                         | Personaje                   | Episodios y notas             |
| ------- | ------------------------------ | --------------------------- | ----------------------------- |
| 1977    | Seventh Avenue                 | Paula                       | Miniserie de TV               |
| 1985    | Miami Vice                     | Darlene                     | "Made for Each Other"         |
| 1989    | CBS Summer Playhouse           | Sally Maggio                | "Road Show"                   |
| 1994    | The Adventures of Pete & Pete  | Abilene Jones               | "Time Tunnel"                 |
| 1995    | Cybill                         | Sharon                      | 2 episodios                   |
| 1995    | Law & Order                    | Karen Gaines                | "Bitter Fruit"                |
| 1997    | Dellaventura                   | Elizabeth Brodkin           | "Above Reproach"              |
| 2000    | Suddenly Susan                 | Harriet Graham              | "The Break Up"                |
| 2002    | The X-Files                    | Vicki Louise Burdick        | "Improbable"                  |
| 2002    | Crossing Jordan                | Sra. Dunham                 | "Secrets & Lies: Part 2"      |
| 2007-08 | Out of Jimmy's Head            | Dolly Gopher / Golly Gopher | 13 episodios, voz             |
| 2007-09 | Pushing Daisies                | Vivian Charles              | 22 episodios                  |
| 2007-09 | Heroes                         | Virgina Gray                | 3 episodios                   |
| 2009    | Batman: The Brave and the Bold | Sra. Manface                | "Night of the Huntress!", voz |
| 2011    | The Young and the Restless     | Primrose DeVille            | 11 episodios                  |
| 2011    | Pound Puppies                  | Gertrude Washburn           | "Olaf in Love", voz           |
| 2012    | Bunheads                       |                             | 2 episodios                   |
| 2013    | Hannibal                       | Mrs. Komeda                 | "Sorbet"                      |
| 2013    | The Walking Dead: The Oath     | Gale                        | Miniserie web, 2 episodios.   |

## Premios y nominaciones
| Año  | Premio             | Categoría                             | Candidatura            | Resultado |
| ---- | ------------------ | ------------------------------------- | ---------------------- | --------- |
| 1977 | Premios Tony       | Mejor actriz de reparto en un musical | The Threepenny Opera   | Candidato |
| 1983 | Premios Drama Desk | Actriz destacada en un musical        | Little Shop of Horrors | Candidato |